# جری ال راس
جری لین راس (به انگلیسی: Jerry Lynn Ross) فضانورد اهل کشور ایالات متحده آمریکا است که در کراون پوینت، ایندیانا زاده شد. وی پس از اقامت مدت ۲۱۹۰ روز متوالی و بی‌وقفه در ایسگاه فضایی میر در مأموریت اس‌تی‌اس-۶۱-بی، اس‌تی‌اس-۲۷، اس‌تی‌اس-۳۷، اس‌تی‌اس-۵۵، اس‌تی‌اس-۷۴، اس‌تی‌اس-۸۸، اس‌تی‌اس-۱۱۰ حضور داشته‌است.